# Betelu
Betelu là một đô thị trong tỉnh và cộng đồng tự trị Navarre, Tây Ban Nha. Đô thị này có diện tích là 6,87 ki-lô-mét vuông, dân số năm 2007 là 345 người.
Đô thị nằm ở độ cao m trên 239 mực nước biển.

## Biến động dân số
| Biến động dân số                                     | Biến động dân số | Biến động dân số | Biến động dân số | Biến động dân số | Biến động dân số | Biến động dân số | Biến động dân số | Biến động dân số | Biến động dân số | Biến động dân số |
| 1996                                                 | 1998             | 1999             | 2000             | 2001             | 2002             | 2003             | 2004             | 2005             | 2006             | 2007             |
| ---------------------------------------------------- | ---------------- | ---------------- | ---------------- | ---------------- | ---------------- | ---------------- | ---------------- | ---------------- | ---------------- | ---------------- |
| 334                                                  | 340              | 346              | 348              | 350              | 342              | 331              | 335              | 346              | 346              | 345              |
| Nguồn: Betelu et instituto de estadística de navarra |                  |                  |                  |                  |                  |                  |                  |                  |                  |                  |